# Лінинський Петро Степанович
Лінинський Петро Степанович (1 жовтня 1920, с. Старичі, Яворівський район, Львівська область — 10 липня 2003, смт Брюховичі, Львівський район) — український реставратор, митець, музейник, збирач старовини, меценат.

## Життєпис
Народився в сім'ї службовця та вчительки. Його прадід Лінинський Петро. Середню освіту закінчив у 1941 році. В час війни працював на різних роботах. З 1947 по 1955 рік відбував ув'язнення в таборах Воркути. Після звільнення повернувся у Львів. У 1957 році працював різьбарем по кістці та рогу. Тоді здобув Першу нагороду на Всесоюзному конкурсі сувенірів у Москві. З 1958 року працював консерватором, згодом реставратором у Львівському музеї українського мистецтва. Після ряду стажувань у Москві в 1968 році присвоєно йому звання реставратора найвищої категорії зі спеціальності станковий темперний і олійний живопис та дозволено виконувати всі види робіт в галузі реставрації.
У листопаді 1963 року став членом Спілки художників УРСР.
З червня 1973 року Петро Лінинський уже реставратор, а згодом художній керівник Міжобласної реставраційної майстерні у Львові. Зокрема, реставрував фрески Яна Генріка Розена у костелі кармеліток босих у Львові (тоді це був Музей якості Інституту стандартів УРСР), розписи Львівського національного академічного театру опери та балету — Актову і Дзеркальну залу, під час великої реставрації там у кінці 1970–х років.
Працюючи багато років у музеях Львова, Петро Лінинський відреставрував сотні ікон, скульптур, металевих виробів.
Збагатив фонди ряду музеїв Львова та України: 40 ікон до музею — заповідника Олеський замок ЛНГМ імені Б. Г. Возницького, дарував предмети до Державний меморіальний музей Михайла Грушевського, львівському літературно — меморіальному музеєві Івана Франка, музеєві «Русалка Дністрова» ЛНГМ імені Б. Г. Возницького, Музеєві мистецтва давньої української книги ЛНГМ імені Б. Г. Возницького, музеєві скла у Львові ЛІМ, музеєві Соломії Крушельницької у Львові, музеєві історії Запорозького козацтва на території національного заповідника «Хортиця».
Зібрав найбільшу колекцію кахлів XII—XVII століть. Всю збірку він відреставрував і «справу» свого життя — понад 1300 глиняних предметів 17 січня 2002 року подарував місту Львову в особі Музей етнографії та художнього промислу. Постійна експозиція була відкрита у іменному залі колекціонера на пл. Ринок, 10 — Музей меблів та порцеляни (3–й поверх). Аналіз своєї «черепкової Одісеї» (так Петро Лінинський називав роботу із збіркою кераміки), міркування та висновки, опис Петро Лінинський виклав у праці «Повернення з небуття. Виникнення та розвиток рельєфної кахлі в Галичині», яка вийшла у Львові 1999 року.
Свою збиральницьку працю та виставки присвятив світлій пам'яті митрополита Андрея Шептицького. Його заповітною мрією була організація у Львові, на найвищому державному та церковному рівні, музею присвяченому митрополиту Андрею. Для нього він зібрав окрему цінну збірку — ікони, барельєфи, рисунки тощо. 17 січня 2018 року збірку Петра Лінинського присвячену митрополиту, твори образотворчого мистецтва в загальній кількості 12 одиниць, родиною, в особі доньки Ганни Лінинської, було подаровано Національному музею у Львові імені Андрея Шептицького.
Помер Петро Лінинський 10 липня 2003 року. Похований на Брюховицькому цвинтарі.

Могила Петра Лінинського на Брюховицькому цвинтарі